# آنا نوردلاندر
آنا كاتارينا نوردلاندر (بالسويدية: Anna Nordlander)‏ (28 أكتوبر 1843 ، سكيلفتيا - 26 فبراير 1879 ، هارنوساند ) ، كانت رسامة سويدية. وهي معروفة بصورها وتصويرها للحياة الطبيعية والحياة الشعبية: يعتبر عملها رائدا في رسومات كتاب حياة غابة سامي ‏ .

## حياة
ولدت آنا نوردلاندر للكل من نائب الأبرشية، نيلز نوردلاندر (1796-1874) وأنا ماريا جسترين، ونشأت في سكيلفتيا. درست في الأكاديمية الملكية السويدية للفنون (1866) ، و عند جان فرانسوا بورتيلز ‏ في بروكسل وفي الأكاديمية جوليان في باريس.
تعرض أعمال نوردلاندر في العديد من المتاحف السويدية، مثل المتحف الوطني في ستوكهولم. ومع ذلك، لم يتم الاعتراف بها بشكل خاص حتى أواخر القرن العشرين. ففي ذلك الوقت لم يكن من المناسب تمامًا أن تكون المرأة "شخصية عامة"، حسب التبرير المقدم لذلك.

## الإرث
متحف آنا نوردلاندر في سكيلفتيا، والذي تأسس في عام 1995 ، سمي باسمها. أطلق المتحف أيضًا جائزة Anna Nordlander-priset (جائزة آنا نوردلاندر).